# Lijst van koningen en keizers van het Frankische Rijk
Hieronder staat een chronologische lijst van Frankische koningen en keizers. Onder de Franken was het niet gebruikelijk dat de oudste zoon het alleenrecht op de opvolging had, maar dat ook de andere zonen een gelijk deel kregen. Het Frankische Rijk werd daarom meerdere malen verdeeld en weer verenigd, en voorgoed gesplitst in de jaren 887-888. 

## Merovingische Huis (5e eeuw-751)
(Zie ook Merovingen voor een grafische voorstelling van de chronologie en de territoriale verdelingen van deze dynastie).
| Pharamond (ca. 370) 418-428   |
| Chlodio (ca. 395) 428-447     |
| Merovech (ca. 417) 447-458    |
| Merovech de Jongere 447-458   |
| Childerik I 458-481           |
| Chlodovech (Clovis I) 481-511 |

| Na de dood van Clovis werd zijn rijk onder zijn vier zonen verdeeld. |                       |                         |                           |
| Verdeling van het Frankische rijk onder de zonen van Clovis I.       |                       |                         |                           |
| ■ Theuderik I (Reims)                                                | ■ Chlodomer (Orléans) | ■ Childebert I (Parijs) | ■ Chlotarius I (Soissons) |

| Reims                | Orléans           | Parijs               | Soissons              |
| Theuderik I 511-534  | Chlodomer 511-524 | Childebert I 511-558 | Chlotharius I 511-561 |
| Theudebert I 534-548 |                   |                      |                       |
| Theudowald 548-555   |                   |                      |                       |

| In 558 werd Chlotharius I alleenheerser over het Merovingische rijk en na zijn dood werd zijn Rijk onder zijn vier zonen verdeeld. |

| Austrasië (Reims)     | Bourgondië (Orléans)  | Neustrië (Parijs)      | Neustrië (Soissons) |
| Sigebert I 561-575    | Gontram 561-592       | Charibert I 561-567    | Chilperik I 561-584 |
| Childebert II 575-596 | Childebert II 592-596 | Chilperik I 567-584    |                     |
| Theodebert II 596-612 | Theuderik II 596-613  | Chlotharius II 584-629 |                     |
| Theuderik II 612-613  |                       |                        |                     |
| Sigebert II 613       |                       |                        |                     |

| In 613 werd Chlotharius II alleenheerser over het Merovingische rijk.    |
|                                                                          |
| Chlotharius II 584-629                                                   |
| Dagobert I 629-639                                                       |
| 629-632 onderkoninkrijk Aquitanië (Toulouse).                            |
| Charibert II 629-632                                                     |
| Chilperik II 632                                                         |
| Na de dood van Dagobert I werd zijn rijk onder zijn twee zonen verdeeld. |

| Austrasië                                                                    | Neustrië                                                    |
| ---------------------------------------------------------------------------- | ----------------------------------------------------------- |
| Sigibert III 639-656 Childebert de Geadopteerde 656-662 Childerik II 662-675 | Clovis II 639-657 Chlotharius III 657-673 Theuderik III 673 |

| Na de dood van Chlotharius III en de mislukte benoeming van Theuderik III in 673 werd Childerik II "alleenheerser" over het Merovingische Rijk. Na zijn dood in 675 viel het rijk weer uiteen. |                       |
| Austrasië | Neustrië              |
| Clovis (III) 675-676 (?) Dagobert II 676-679 | Theuderik III 675-691 |

| In 687 wordt Theuderik III ook erkend als koning van Austrasië, zodat het rijk weer is herenigd. |

| Clovis IV (III) 691-695                                |
| Childebert III 695-711                                 |
| Dagobert III 711-715                                   |
| Chilperik II 715-721 (Daniël)                          |
| (Tegen)koning in Austrasië Chlotharius IV 717-719      |
| Theuderik IV 721-737                                   |
| Interregnum 737-743                                    |
| Childerik III 743-751 en zijn zoon prins Theuderik (V) |

## Karolingische Huis (751-987)

### Koningen der Franken (751-843) en "Romeinse keizers" (800-924)
De titel "Koning der Franken" (Latijn: Francorum Rex of Rex Francorum; Frans: Roi des Francs) werd gebruikt in het Frankische Rijk en het latere Frankrijk tot in de 12e eeuw voor de hoogste heerser; deze titel werd pas tijdens de regering van Filips II van Frankrijk vervangen door "Koning van Frankrijk" (Latijn: Franciae Rex of Rex Franciae; Frans: Roi de France). In 800 kwam de titel van "Romeinse keizer" (eigenlijk "Keizer der Romeinen"; Latijn: Romanorum Imperator) daar bij (Translatio imperii). 
- 751 - 768: Pepijn de Korte, na zijn dood werd het rijk verdeeld over zijn zonen Karloman en Karel
- 768 - 771: Karloman I samen met Karel de Grote
- 768 - 814: Karel de Grote na de dood van zijn broer Karloman in 771 koning over het gehele rijk; vanaf 800 ook "Romeinse keizer", gekroond door de paus.
- 814 - 840: Lodewijk de Vrome, wordt geteld als Lodewijk I van Frankrijk. Hij was in 813 door zijn vader Karel al tot medekeizer gekroond, maar liet zich in 816 ook door de paus kronen tot "Romeinse keizer".
- 840 - 855: Lotharius I, koning der Franken en "Romeinse keizer". Werd in 843 gedwongen zijn rijk te verdelen onder zichzelf en zijn broers; alle Frankische 'deelkoningen' maakten sinds 840 aanspraak op de titel "Koning der Franken".
  - Verdrag van Verdun 843: Verdeling van het Frankische Rijk in West-Francië, Midden-Francië en Oost-Francië (zie verderop). Formeel gezien was het Rijk nog een eenheid, waarbinnen één koning de titel "keizer" kreeg als eerste onder zijns gelijken.
    - Verdrag van Prüm (855): Verdeling van Midden-Francië onder de zonen van Lotharius I. Ook Midden-Francië was formeel gezien nog een eenheid en onderdeel van het Frankische Rijk. Sinds 855 was de titel "Romeinse keizer" verbonden met de titel "Koning van Italië". Iedere koning van Italië liet zich tot keizer kronen door de paus.
- 855 - 875: Lodewijk II, "koning van Italië" en "Romeinse keizer".
- 875 - 877: Karel de Kale (sinds 875 "koning van Italië")
- 881 - 887: Karel III de Dikke (sinds 879 "koning van Italië")
- 896 - 899: Arnulf van Karinthië (sinds 894 tegenkoning van Italië; Romeinse tegenkeizer)
- 901 - 905: Lodewijk de Blinde (sinds 900 tegenkoning van Italië, hoorde tot de Bosoniden)
- 915 - 924: Berengarius I van Friuli (sinds 888 "koning van Italië")

Met Berengarius stierf de Karolingische lijn van "Romeinse keizers" uit.

### Koningen van West-Francië, Oost-Francië en Midden-Francië (843-888)
| West-Francië | Midden-Francië | Oost-Francië |
| --- | --- | --- |
| Karel de Kale 840-877 Lodewijk II, de Stamelaar 877-879 Lodewijk III van Frankrijk 879-882 Karloman van Frankrijk 879-884 Karel III de Dikke 884-887 Zie verder Koningen van Frankrijk | Lotharius I 840-855 Lotharius II (in Lotharingen) 855-869 Karel van Provence (in Bourgondië) 855-863 Lodewijk II (in Italië) 855-875 | Lodewijk II, de Duitser 840-876 Lodewijk III, de Jongere 876-882 Karel III, de Dikke 882-887 Arnulf I van Karinthië 887-899 Zwentibold 899-900 Lodewijk IV, het Kind 900-911 Zie verder Rooms-Duitse koningen en keizers |

Lotharingen (880), Italië (951) en Bourgondië (1033) komen uiteindelijk aan Oost-Francië/het Heilige Roomse Rijk. Na 887/888 was het Frankische Rijk voorgoed gesplitst in een west- en oostdeel en is het beter om van Frankrijk en het Heilige Roomse Rijk (wat grofweg het gebied van Duitsland, de Lage Landen, Oostenrijk, Zwitserland en Noord-Italië omvatte) te spreken. Vanaf 962 nemen de Duitse koningen de Romeinse/Roomse keizertitel over van hun Frankische voorgangers over, terwijl de Franse koningen zich tot +/- 1204 Koning der Franken blijven noemen.